# 熊继柏
熊继柏（1942年8月—），男，湖南石门人，中国中医学家，湖南中医药大学主任医师、教授，香港浸会大学荣誉教授，第三届国医大师。